# Mihir Bellare
Mihir Bellare, né en 1962, est cryptographe et professeur à l'université de Californie à San Diego. 

## Biographie
Il a publié plusieurs articles fondateurs dans le domaine de la cryptographie (notamment dans le domaine de la sécurité prouvable), dont beaucoup sont co-écrits avec Phillip Rogaway. Bellare a publié un certain nombre d'articles dans le domaine du chiffrement préservant le format. Il a eu Michel Abdalla, Chanathip Namprempre, Tadayoshi Kohno et Anton Mityagin comme étudiants. Bellare est l'un des auteurs de skein.
En 2003, Bellare reçoit le prix de la sixième conférence annuelle de la RSA pour ses contributions dans le domaine des mathématiques pour ses recherches en cryptographie. En 2013, il devient membre de l'Association for Computing Machinery. En 2019, il reçoit le prix Levchin pour la cryptographie du monde réel pour ses contributions à la conception et à l'analyse de cryptosystèmes du monde réel,notamment le développement d'un modèle d'oracle aléatoire, de modes de fonctionnement, de HMAC et de modèles d'échange de clés.